# Еритреја на Летњим олимпијским играма 2004.
Ерутреји је ово било друго учешће на Летњим олимпијским играма. Делегација Еритреје на Олимпијским играма 2004. у Атини је била састављена од четворо спортиста (три мушкараца и једна жена), који су се такмичили у три аткетске дисциплине,
Заставу Еритреје на свечаном отварању Игара носио је најстарији члан делегације атлетичар Yonas Kifle.
На овим играма спортисти Еритреје су освојили прву олимпијску медаљу. У укупно пласману Еритреја је заузела 71 место.

## Освајачи медаља

### Бронза
- Зерсенај Тадесе — Атлетика, 10.000 метара

## Атлетика

#### Мушкарци
| Атлетичар Лични рекорд      | Дисциплина | Група    | Група     | Полуфинале | Полуфинале | Финале           | Финале     | Детаљи |
| Атлетичар Лични рекорд      | Дисциплина | Резултат | Место     | Резултат   | Место      | Резултат         | Место      | Детаљи |
| --------------------------- | ---------- | -------- | --------- | ---------- | ---------- | ---------------- | ---------- | ------ |
| Samson Kiflemariam 13:21,43 | 5.000 м    | 13:26,97 | 8. у гр 2 |            |            | Није се пласирао | 18/35 (36) |        |
| Зерсенај Тадесе 13:05,57    | 5.000 м    | 13:22,17 | 7. у гр 2 |            |            | 13:24,31         | 7/35 (36)  |        |
| Зерсенај Тадесе 28:47,29    | 10.000 м   |          |           |            |            | 27:22,57 НР      |            |        |
| Yonas Kifle 27:40,92 НР     | 10.000 м   |          |           |            |            | 28:29,87         | 26/21 (24) |        |

Жене
| Атлетичарка Лични рекорд    | Дисциплина | Групе    | Групе     | Полуфинале | Полуфинале | Финале            | Финале     | Детаљи |
| Атлетичарка Лични рекорд    | Дисциплина | Резултат | Место     | Резултат   | Место      | Резултат          | Место      | Детаљи |
| --------------------------- | ---------- | -------- | --------- | ---------- | ---------- | ----------------- | ---------- | ------ |
| Nebiat Habtemariam 15:50,18 | 5.000 м    | 16:49,01 | 20 у гр 2 |            |            | Није се пласирала | 37/41 (42) |        |